# T2K

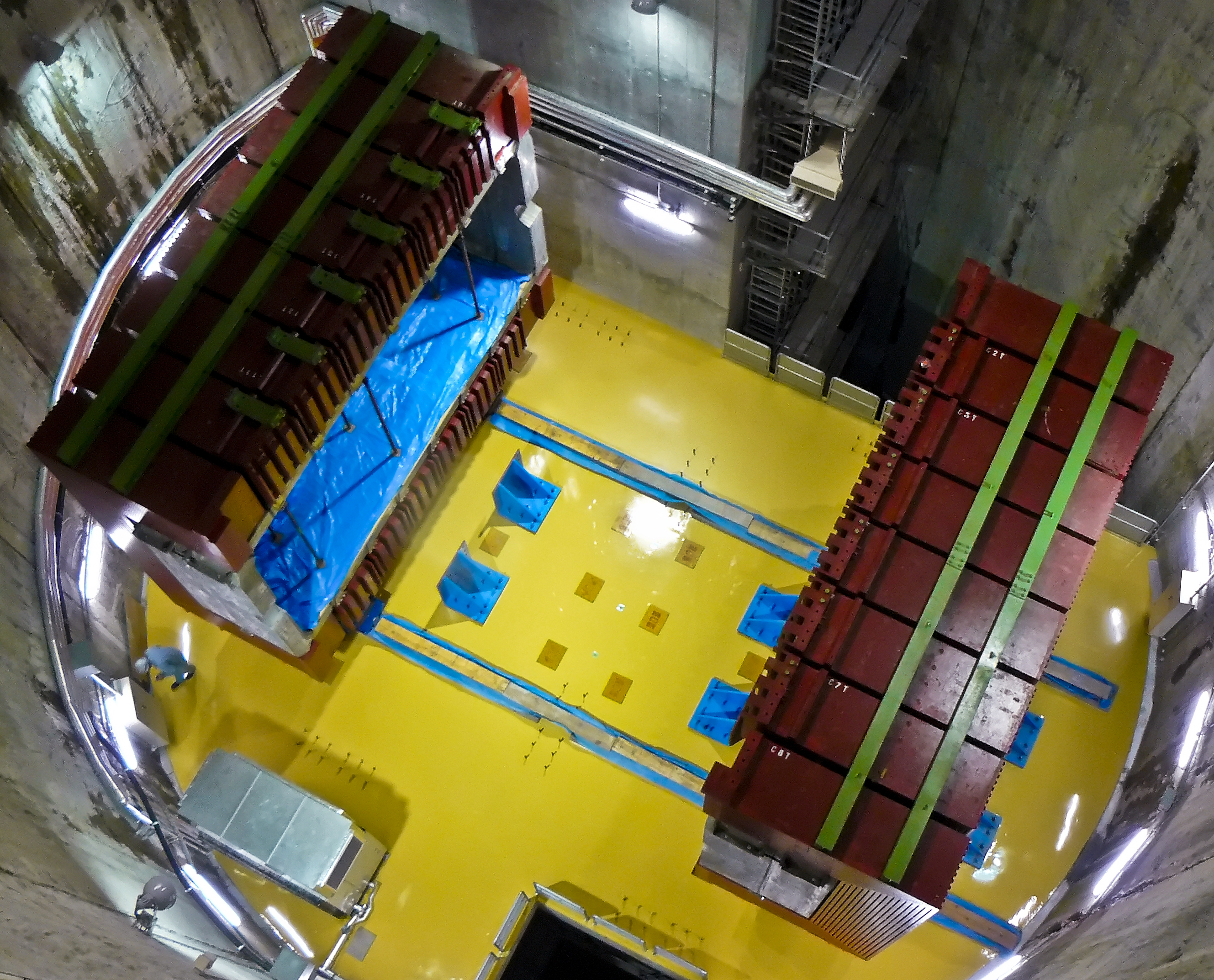
J-PARC側の出口に位置するND250（建設途中）。カミオカンデに向けて射出されるニュートリノの状態をこの部分で測定する。

T2K(Tokai to Kamioka)とは茨城県那珂郡東海村のJ-PARC加速器で発射したニュートリノを295キロメートル離れた岐阜県飛騨市神岡町のスーパーカミオカンデで捉える素粒子実験。2004年に終了したK2K(KEK to Kamioka)の後継実験。
ニュートリノ振動現象を精密に測定することを目的とする。
スーパーカミオカンデによる大気ニュートリノ観測で発見され、加速器によるニュートリノ実験であるK2K実験、アメリカのMINOS実験で検証された「大気ニュートリノ振動」の精密測定を行うこと、
ミューオンニュートリノから電子ニュートリノへの振動を観測することで未発見の混合角θ13の測定を行うこと、さらにその先にニュートリノと反ニュートリノの振動確率の違いを測定することでニュートリノでのCP対称性の破れの検証を行うことを目的としている。
東海村にはJ-PARC加速器からの陽子ビームを用いてニュートリノビームを作り出すニュートリノビームライン、振動前のニュートリノビームの性質を測定する前置検出器が設置され、スーパーカミオカンデと合わせて295kmにわたる実験装置をなしている。
実験グループは日本、カナダ、フランス、ドイツ、イタリア、韓国、ポーランド、ロシア、スペイン、スイス、イギリス、アメリカの12カ国、500人以上の共同研究者からなる。
西川公一郎前素粒子原子核研究所所長、高エネルギー加速器研究機構の小林隆教授らが実験代表者を務めた。2019年からは東北大学の市川温子准教授が代表者を務めている。
2009年4月23日にJ-PARC加速器からの陽子ビームがニュートリノビームラインに入射され、実験が開始された。2009年11月22日には前置検出器で初のニュートリノ反応の検出に成功した。